# Himmerig (Harreslev)
Himmerig (dansk) eller Himmern (tysk) er navnet på en gade og et boområde i det nordlige Harreslev i Sydslesvig beliggende mellem Bjerggård (Berghof) i vest og Slukefter i øst tæt på den dansk-tyske grænse. I den danske periode hørte Himmerig under Hanved Sogn (Vis Herred, Flensborg Amt), nu under Harreslev Kommune i Slesvig-Flensborg kreds i den nordtyske delstat Slesvig-Holsten.
Bebyggelsen opstod i 1764 som koloniststed nord for Harreslev. Stednavnet står sandynligvis i forbindelse med arealet Helvede ved Nyhus. Ordet Helvede anvendes ofte om afsides liggende steder, undertiden findes som modsætning en Himmerig  i nærheden, som det er tilfælde i Harreslev. Navnet refererer altså til en religiøs kontekst (→ Himlens rige). På tysk blev Himmerig senere til Himmern. Himmerig er knyttet til folkesagnet om de to hedegårde Himmerrige og Helvede.